# Vili Marinšek
Harmonikar Vili Marinšek je doma iz Postojne. Njegov oče je znani ljudski godec in pri njem je dobil navdih za igranje tega inštrumenta. Vili Marinšek je že pri zgodnjih otroških letih pokazal zanimanje za igranje harmonike. Igra pa tudi bas kitaro, kitaro in bobne. Svojo glasbeno pot je začel v glasbeni šoli v Postojni z učenjem klavirske harmonike, s katero je dosegal najvišje uspehe na državnih harmonikarskih tekmovanjih. Ker je imel veliko željo po igranju diatonične harmonike, je spoznal znanega učitelja tega inštrumenta Zorana Lupinca iz Trsta, ki mu je dal toliko znanja, da je po nekaj letih učenja že pobiral prva mesta na tekmovanjih. Tako je na prejel bronasto, srebrno in 2 zlati plaketi na državnem tekmovanju Zlata harmonika Ljubečne, na Evropskem tekmovanju v Attimisu pa je postal evropski prvak. Najvišje uvrstitve so mu odprle pot v svet glasbe.
Zadnjih nekaj let se glasbi posveča profesionalno, saj pod njegovim vodstvom deluje Glasbena šola Vilija Marinška, ki ponuja učenje klavirske in diatonične harmonike ter bas in ritem kitare. Poseben poudarek je na učenju diatonične harmonike, saj je program lahko prilagojen tako, da ni potrebno poznati not. Glasbena šola vključuje učence stare od 5 let naprej, ki že veliko nastopajo in tekmujejo. V jeseni leta 2010 je pod njegovo taktirko začel delovati tudi harmonikarski orkester, ki se iz meseca v mesec veča. Pod njegovim mentorstvom nastajajo tudi mladi ansambli. Sam pa igra harmoniko in bas kitaro v ansamblu Erazem.
Več na:
http://www.erazem.si/solaharmonike/ Arhivirano 2013-09-03 na Wayback Machine.